# Denis Duveen
Denis Ian Duveen (* 5. Juni 1910 bei London; † 2. Dezember 1992 in Rio de Janeiro) war ein britischer Chemiker, Unternehmer, Orchideenzüchter und Chemiehistoriker.
Duveen besuchte die Rugby School und studierte am Merton College der University of Oxford Chemie und zusätzlich am Collège de France und am Battersea Polytechnic Institute. Danach war er Chemiker an der Royal Gunpowder Factory in Waltham und im Zweiten Weltkrieg technischer Assistent des Direktors der Londoner Rüstungsfabriken (Ordnance Factories). Am Ende des Zweiten Weltkriegs war er einer der leitenden Manager von Ashe Laboratories Ltd. 1949 wanderte er in die USA aus und gründete in Long Island City in New York die Duveen Soap Corporation, dessen Präsident er bis 1970 blieb. In diesem Jahr wanderte er nach Brasilien aus und ließ sich in Petrópolis nieder, wo er sich mit Hundezucht und Orchideenzucht befasste (er war auch auf dem Gebiet der Orchideenzucht international bekannt und veröffentlichte viel darüber).
Duveen baute mehrere wertvolle Bibliotheken zur Chemiegeschichte, Alchemie und speziell zu Antoine Laurent Lavoisier auf. Damit begann er schon in Oxford und setzte dies bei seinem Studienaufenthalt in Paris und sogar während des Zweiten Weltkriegs fort (seine Bibliothek in Frankreich ließ er in einem Heuschober verstecken). Seine Sammlung alter Bücher und Manuskripte umfasste Ende der 1940er Jahre 3000 Bände. 1949 veröffentlichte er einen Katalog (Bibliotheca Alchemica et Chemica: An Annotated Catalogue of Printed Books on Alchemy, Chemistry, and Cognate Subjects in The Library Of Denis I. Duveen), bevor er sie an die University of Wisconsin verkaufte. Nur die Lavoisier-Sammlung behielt er und baute sie weiter aus, indem er Teile von Lavoisier´s Archiv und Bibliothek aufkaufte. In den 1960er Jahren wurde diese Sammlung von der Cornell University erworben (Kroch Library). Duveen veröffentlichte auch viel zu Lavoisier.
Ende der 1930er Jahre war er in der chemischen Forschung aktiv und veröffentlichte vor allem über optisch aktive Substanzen.
1960 erhielt er den Dexter Award, insbesondere für seine Bibliographien zur Chemiegeschichte.

## Schriften
- Bibliotheca Alchemica et Chemica: An Annotated Catalogue of Printed Books on Alchemy, Chemistry, and Cognate Subjects in The Library Of Denis I. Duveen, 1949
- The Duveen Collection of Alchemy and Chemistry:  Supplementing The Bibliotheca Alchemica et Chemica, 1953
- mit John Dietzel, G. W. Surya, Emil Offenbacher: An Alchemical Correspondence in Germany Under the Nazi Regime between J. Dietzel and D. Georgievitz-Weitzer, 1951
- mit Herbert S. Klickstein: Catalogue of Printed Works by and Memorabilia of Antoine Laurent Lavoisier, London: Dawson´s of Pall Mall 1952
- mit Herbert S. Klickstein: A Bibliography of the Works of Antoine Laurent Lavoisier, London: Dawson´s of Pall Mall 1954, Nachdruck 1965